# Reserva Florestal de Recreio do Viveiro da Falca
A Reserva Florestal de Recreio do Viveiro da Falca localiza-se na freguesia dos Viveiros da Falca, na ilha Terceira, nos Açores.
O viveiro foi instalado pela então Administração Florestal da Terceira, com talhões vedados por sebes de Azáleas e Cameleiras, rodeados por bosques de Criptomérias. A beleza de um deles levou à criação de uma reserva florestal de recreio pelo Decreto Legislativo Regional nº 16/89/A, de 30 de agosto.
Atravessado pela Ribeira Brava, um curso de água sazonal, o bosque foi sendo transformado com a plantação de Carvalhos, Plátanos, Meterosíderos e outras espécies folhosas, que, aos poucos, foram substituindo algumas das Criptomérias.
Construídas as infraestruturas, mesas, grelhadores, casa de banho, área de recreação infantil, campo de josogos e parque de estacionamento, a reserva ficou pronta a receber visitantes.